# Jarkowo (Bartoszyce)
Jarkowo (deutsch Erwienen) ist ein Ort in der polnischen Woiwodschaft Ermland-Masuren. Er ist Teil der Stadt Bartoszyce (Bartenstein) im Powiat Bartoszycki (Kreis Bartenstein).

## Geographische Lage
Jarkowo liegt im Nordwesten der Stadt Bartoszyce in der nördlichen Mitte der Woiwodschaft Ermland-Masuren. Bis zur einstigen und heute auf russischem Hoheitsgebiet gelegenen Kreisstadt Friedland (russisch Prawdinsk) sind es 24 Kilometer in nordöstlicher Richtung, während das Zentrum der heutigen Kreismetropole Bartoszyce lediglich zwei Kilometer in südöstlicher Richtung entfernt liegt.

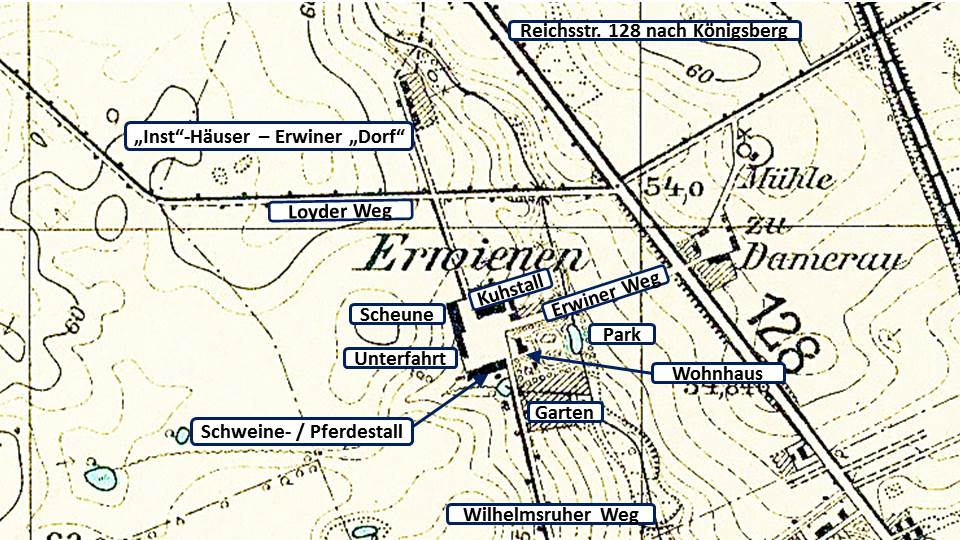
Ortsplan von Erwienen

|  |

## Geschichte
1895 ist das Gründungsjahr von Erwienen, das ursprünglich lediglich aus einem großen Hof bestand. Bis 1945 war der Gutsort der Gemeinde Damerau (polnisch Dąbrowa) im ostpreußischen Kreis Friedland (ab 1927: „Kreis Bartenstein“) zugeordnet. Zum Gut Erwienen selbst gehörte das Vorwerk Wilhelmsruh (polnisch Stoczki). Die Zahl der Einwohner Erwienens belief sich im Jahre 1905 auf 53.

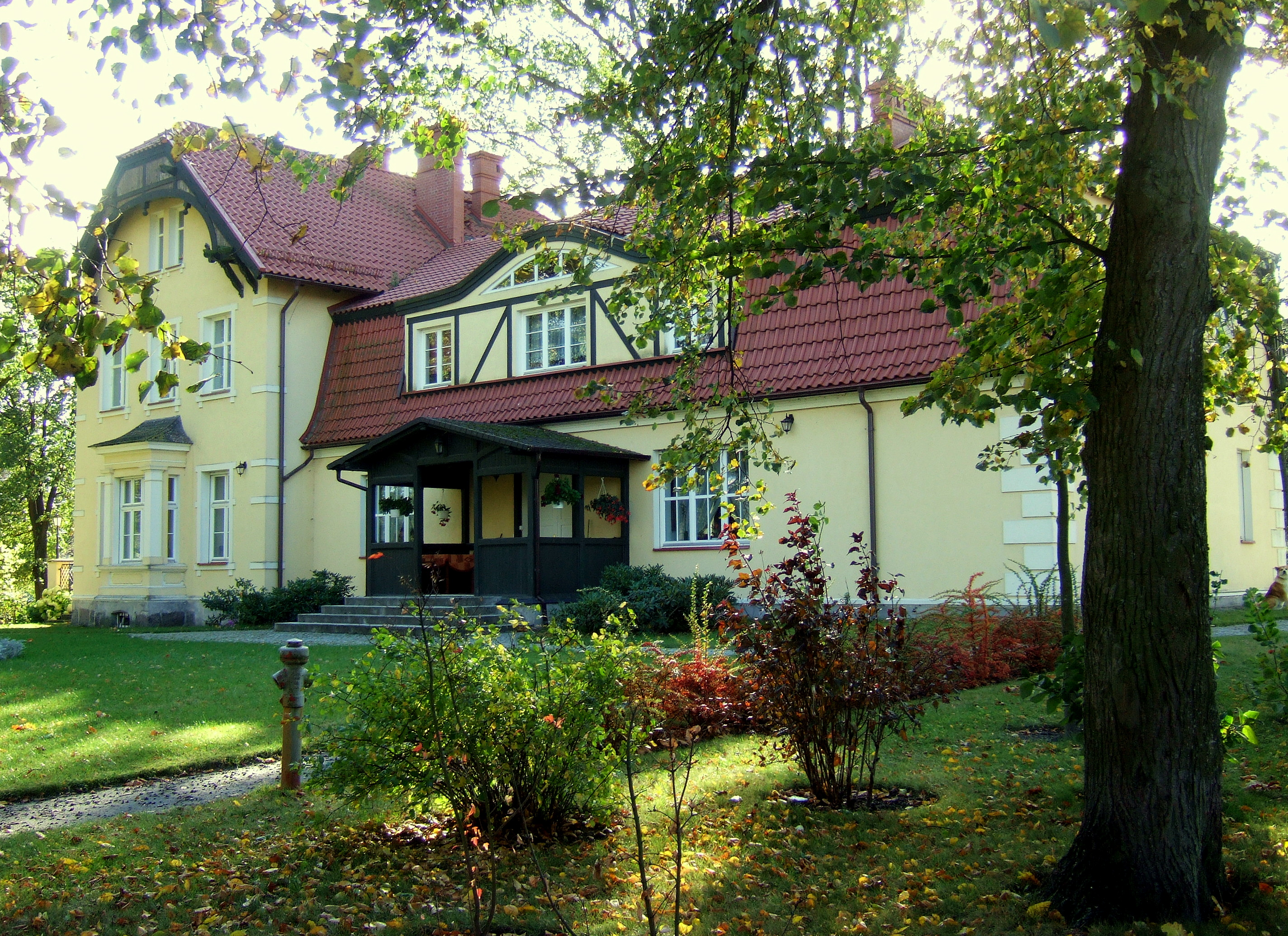
Das Gutshaus Erwienen in Jarkowo

Das Gut Erwienen umfasste 1945 eine Fläche von 135,5 Hektar. Davon waren 85,5 Hektar Ackerland, 48,5 Hektar Weiden, 1,5 Hektar Wiesen, 1,5 Hektar Hausgärten sowie 1,5 Hektar Wege und Hof. Wilhelmsruh umfasste 114,0 Hektar.
Als 1945 in Kriegsfolge das gesamte südliche Ostpreußen an Polen fiel, erhielt Erwienen die polnische Namensform „Jarkowo“. Der Ort verblieb in der Stadtgemeinde Bartoszyce, die von 1975 bis 1998 zur Woiwodschaft Olsztyn, seither zur Woiwodschaft Ermland-Masuren gehört, und gilt als „część miasta“ (=„Teil der Stadt“), d. h. in der Stadt aufgegangen. Der Ort Wilhelmsruh (polnisch Stodzki) gilt als untergegangen. Nach einem Brand wurde das Gutshaus 1996 wieder neu errichtet.

## Religion
Christentum
Bis 1945 war Erwienen in das Kirchspiel der evangelischen Johanniskirche Bartenstein in der Kirchenprovinz Ostpreußen der Kirche der Altpreußischen Union, außerdem in die Pfarrei St. Bruno Bartenstein im damaligen Bistum Ermland eingepfarrt.
Heute gehört Jarkowo katholischerseits weiterhin zur Pfarrei in Bartoszyce, das jetzt im Erzbistum Ermland liegt, evangelischerseits zur Kirchengemeinde der Stadt, die nun eine Filialgemeinde der Johanneskirche in Kętrzyn (Rastenburg) in der Diözese Masuren der Evangelisch-Augsburgischen Kirche in Polen ist.

## Verkehr
Die nicht mehr ausdrücklich genannte Ortsstelle Jarkowos im Nordwesten der Stadt wird von der Straße Armii Krajowej durchzogen. Ein Bahnanschluss besteht nicht mehr, seit der Bahnhof Bartoszyce an der Bahnstrecke Głomno–Białystok (ehemals Königsberg (Preußen)–Prostken) nicht mehr angefahren wird.